# Vernière
Pour les articles homonymes, voir Vernière (homonymie).
Vernière est une marque d'eau minérale gazeuse appartenant à l'entreprise Neptune, filiale du groupe Alma.

## Source
Sa source se situe sur la commune des Aires, près de  Lamalou-les-Bains au cœur du Parc naturel régional du Haut-Languedoc.

## Chiffres
Vernière produit 35 à 40 millions de bouteilles annuelles pour son eau déferrisée au gaz naturel. L’entreprise emploie vingt salariés.

## Composition analytique en mg/l
- Résidu sec à 180 °C : 1 226
- pH : 6

Composition:
| Éléments             | Proportion en mg/l |
| -------------------- | ------------------ |
| Calcium (Ca2+)       | 168                |
| Magnésium (Mg2+)     | 66                 |
| Sodium (Na+)         | 105                |
| Potassium (K+)       | 35                 |
| Sulfates (SO42−)     | 142                |
| Bicarbonates (HCO3−) | 946                |
| Nitrates (NO3−)      | <2                 |
| Chlorures            | 18                 |

## Distinction
L'eau gazeuse Vernière s’est vu attribuer le titre de « meilleure eau gazeuse du monde » lors d’un concours international.